# Obroatis reniplaga
Obroatis reniplaga là một loài bướm đêm trong họ Erebidae.